# Synagogue d'Édimbourg
La synagogue d'Édimbourg est une synagogue juive orthodoxe, située dans le quartier de Newington à Édimbourg, en Écosse. Créée en 1816 sous le nom de Congrégation hébraïque d'Édimbourg, la congrégation pratique le rite ashkénaze.
Le bâtiment actuel de la synagogue a été ouvert en 1932 et a remplacé une chapelle reconvertie sur Graham Street qui lui servait de synagogue depuis 1898.
La Congrégation hébraïque d'Édimbourg est une congrégation orthodoxe traditionnelle placée sous les auspices du grand rabbin de United Synagogue. David Rose en est le rabbin depuis 2003.

## Histoire

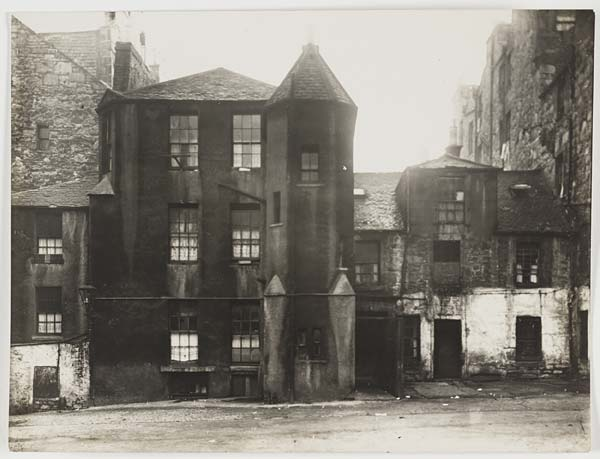
Synagogue de Richmond Court

La Congrégation hébraïque d'Édimbourg, la première synagogue de la ville, a été fondée en 1817 à Richmond Court pour une congrégation de 20 familles. En 1868, la congrégation s'était agrandie et ils déménagèrent donc la synagogue dans un logement plus grand à Park Place. Ils déménagèrent de nouveau en 1898 sur la rue Graham.
Entre 1881 et 1914, les immigrants arrivèrent en grand nombre à Édimbourg. Ils ont apporté avec eux différentes traditions religieuses. En conséquence, d’autres congrégations ont commencé à se former. Certains de ces Juifs venaient de Grande-Bretagne. En 1879, des Juifs hassidiques de Manchester venus travailler dans les Caledonian Rubber Works de Fountainbridge fondèrent une synagogue dans le quartier de Dalry, elle desservait environ 35 familles,. Cependant, la majorité de la population migrante venait d'Europe de l'Est. En 1890, les migrants d'Europe de l'Est fondèrent la nouvelle congrégation hébraïque d'Édimbourg à Richmond Court, déplacée ensuite à Roxburgh Place en 1916.

## Bâtiment actuel
La construction a commencé le 3 mai 1931 lorsque Walter Samuel, 2e vicomte Bearsted, a posé la première pierre. La synagogue a été ouverte le 11 septembre 1932 par le grand rabbin Joseph Hertz. Elle a été conçue par le célèbre architecte de Glasgow James Miller, surtout connu pour ses bâtiments commerciaux dans les gares de Glasgow et d'Écosse ; la synagogue est l'un des deux seuls bâtiments qu'il a conçus à Édimbourg. On lui a demandé de construire un bâtiment prestigieux qui contribuerait à l'architecture d'Édimbourg et constituerait un point central de la vie juive locale. La synagogue construite à cet effet pouvait accueillir 1 000 personnes et disposait également d'un mikvé sur place. Revêtu de briques rouges, il est construit dans un style néo-byzantin simplifié avec un grand dôme central. L'Arche contenant les rouleaux de la Torah est en noyer français et porte une inscription du Livre des Proverbes : (3:6) « Dans toutes tes voies, reconnais-le, et il dirigera tes sentiers ».
La synagogue est depuis 1996 un monument classé de catégorie B.

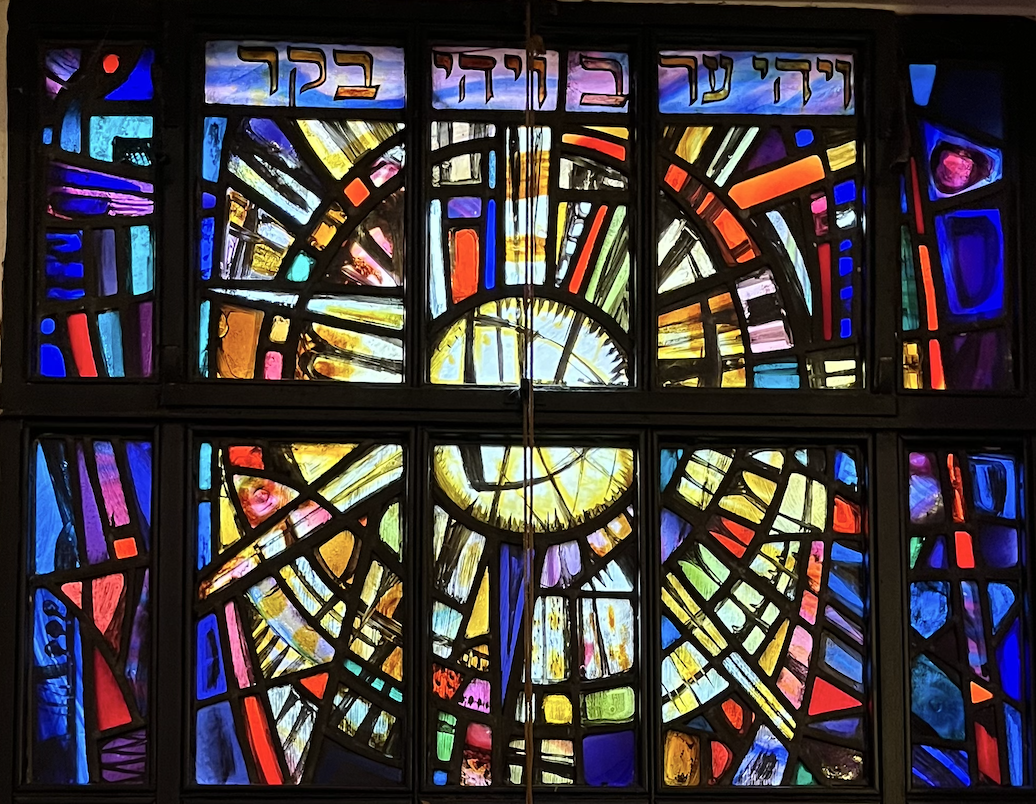
Vitrail de William Wilson

## Célébrités
- Salis Daiches[7]

## Voir également
- Histoire des Juifs en Écosse